# Орден Лева Фінляндії
Орден Лева Фінляндії (фін. Suomen Leijonan ritarikunta) — найвища державна нагорода Фінляндії, один з трьох найстаріших офіційних орденів, поряд з Орденом Білої троянди та Орденом Хреста Свободи. Нагорода включає в себе шість хрестов різного класу та одну медаль. Великий Магістр ордена — Президент Фінляндії.

## Історія, зовнішній вигляд нагороди та статут
Орден Лева Фінляндії засновано 11 вересня 1942 Президентом Фінляндії Рісто Рюті на прохання Карла Густава Маннергейма під час Війни продовження. Зовнішній вигляд нагороди був розроблений Оскаром Пілем (фін. Oskar Pihl; 11 лютого 1890, Москва — 22 серпня 1959, Гельсінкі). Днем Ордена, також вважається 6 грудня — День незалежності Фінляндії.
Знак ордена виготовляється у вигляді хреста, покритого білою емаллю. У центрі сходження променів хреста розташовується медальйон темно-червоного кольору, на тлі якого зображений позолочений фінський гербовий лев. Орденська стрічка червоного кольору. Знак для жінок командорських ступенів видається на банті.

### Статут
Детальніше: Статут на ritarikunnat.fi
Нагороджувалися військовослужбовці та цивільні особи за значні заслуги перед Фінляндією, незважаючи на їх національну приналежність. Нагорода включає в себе: Великий Хрест, п'ять хрестів різних класів та медаль:
- Командор Великого хреста ордена Лева Фінляндії із Зіркою (SL SR)[5]
- Командор ордена Лева Фінляндії І-го класу із Зіркою (SL K I)
- Командор ордена Лева Фінляндії (SL K)
- Лицарський Хрест (SL R I)
- Лицар Лева Фінляндії (SL R)
- Хрест за Заслуги ордена Лева Фінляндії (SL Ar)
- Медаль Для Фінляндії (SL PF)

Всі Знаки при нагородженні у воєнний час мають мечі.